# Adetus spinipennis
Adetus spinipennis es una especie de escarabajo del género Adetus, familia Cerambycidae. Fue descrita científicamente por Breuning en 1971.
Habita en Bolivia. Los machos y las hembras miden aproximadamente 5 mm. El período de vuelo de esta especie ocurre en el mes de diciembre.